# Uptime
Uptime je računalniška meritev, koliko časa je računalnik prižgan in delujoč. V uporabo je prišel zaradi opisa nasprotnega pomena downtime - meritev, koliko časa je računalnik nedosegljiv. Zanesljivost in uptime je včasih merjena v devetkah. »Pet devetk« bi torej pomenilo 99,999 % zanesljivost, kar pomeni da downtime ni večji od pet minut na leto.
Meritev uptime lahko pove tudi koliko časa lahko računalnik zdrži brez ponovnega zagona in brez napak v delovanju, ki bi povzročile zrušenje sistema.
Ukaz uptime v Unix sistemih bo pokazala trenuten čas, meritev uptime, število prijavljenih uporabnikov in obremenitev procesorja v zadnjih 1, 5 in 15 minutnih intervalih. 
- Zgled:

```
[zan@1inux ~]$ uptime 
 18:00:39 up 432 days, 23:56,  1 user,  load average: 0.13, 0.07, 0.07
```